# جويل يوهانسون
جويل يوهانسون (بالسويدية: Joel Johansson)‏ (16 يناير 1986 هالمستاد السويد - ) هو لاعب كرة قدم سويدي يلعب كمهاجم.

## روابط خارجية
- جويل يوهانسون على موقع اتحاد السويد (السويدية)
- جويل يوهانسون على موقع قاعدة بيانات كرة القدم.إي يو (الإنجليزية)